# ペスト (デフォー)
『ペスト』（英: A Journal of the Plague Year）は1722年に発行されたダニエル・デフォーによる観察録あるいは小説である。のちにロンドンの大疫病として知られるようになる1665年のロンドン最後のペストの大流行について、一人の男の経験談がつづられる。書名は直訳では『ペスト年代記』『ペストの年の日誌』などになるが、日本語訳版では表題の『ペスト』のほか、『ペストの記憶』『疫病流行記』『ロンドン・ペストの恐怖』など、さまざまなタイトルで出版されている（詳しくは#書誌情報を参照）。

## 概要
『ペスト』は「H. F.」という人物が綴った観察録の形をとり、1665年の「ペストの年」に起きたロンドンでのペストの大流行中におきた出来事や逸話について語られる。このため、この本が「観察の記録」かあるいは「フィクション」に分類されるか評論家や歴史家の間で論争となっている（詳しくは#歴史か小説かを参照）。
『ペスト』では小説のように「章」や「節」などに章立てされた構成とはなっていない。観察録はある程度年代順に綴られるが、余談や反復が挿入される作りになっているが、それらの挿話が一つに回収されるような大きな物語は存在しない。また、当時の法令や「死亡週報」の数値などが観察録中に挿入される。
文中にはしばしば語り手の意見や批評が入るが、これらは特定の立場に依らない視点で記されているため一貫しておらず、矛盾した意見が述べられる場合がある。
この「観察録」は実際には1722年3月に発行される前の数年間で執筆されたもので、ロンドンでの大流行が起きた1665年当時、デフォーはまだ5歳であった。語り部の「H. F.」は、恐らくはデフォーのおじであったヘンリー・フォー（Henry Foe）を基にしており、おじからの伝聞や日記を基に執筆されたと考えられる。ヘンリー・フォーは「H. F.」と同じく、イースト・ロンドンのホワイトチャペル地区に住む馬具商人であった。本書は、約5万人が死亡した1720年のマルセイユでのペストの流行に影響を受けて執筆したと考えられ、『ペスト』の発行の1か月前にはデフォーはパンフレット『魂と肉体を保つためのペスト対策論』を発行している。
デフォーは臨場感を得るために、出来事が起こった特定の地域、通り、家を特定することに苦心している。さらには犠牲者の数をあらわす表を提示することで、さまざまな手記や語り手が聞いた逸話の信憑性を増している。この書籍で綴られる「記録」はしばしば実際のサミュエル・ピープスの日記に書かれた同時期のペストについての記述と比較される。一人称視点で記されているピープスの日記より、デフォーによる記録は多くの調査が含まれている様子が見られ、体系的かつ詳細に書かれている。

## 歴史か小説か
この「記録」がどのジャンルの書籍に分類されるかは議論の的となっている。当初はノンフィクションとして発表され読まれてきたが、1780年代にはフィクションとしての評価が認められた。デフォーがこの作品の作者であるか、あるいは単なる編集者であるかといった議論は長く続いた。
エドワード・ウェドレイク・ブレイリーは「記録」について「断じてフィクションではない、フィクションに基づいたものではない……表現のためにデフォーの記録に改ざんが行われたのだ」と記した。ブレイリーはデフォーによる記述を、真正な手記として知られるペスト医であったナサニエル・ホッジズの『Loimologia』（1672年）、サミュエル・ピープスの日記、ピューリタン牧師のトーマス・ヴィンセントの『God's Terrible Voice in the City by Plague and Fire』（1667年）などの一次資料との比較に手を掛けていた。1919年にワトソン・ニコルソンはこのブレイリーの見解について支持し「ロンドンの大疫病の記録は適切で、検証されていない記述は一つとしてない」とし、この作品は「本物の歴史」とみなすことができると主張した。ニコルソンによれば「歴史的事実に忠実な記録である...著者はそのように意図した」とされる。少なくとも現代文学批評家のフランク・バスティアンはこの見解に同意し「創作されたささいな描写は...小さく、重要でない」とし「フィクションよりも我々が考える歴史に近い」と述べている。また「これを「フィクション」あるいは「歴史」のどちらにラベル付けすべきかという疑問はこれらの言葉に内在的に含まれる曖昧さから生じるものだ」とした。
また別の評論家は、この作品は想像されたフィクションとみなされるもので、当然に「歴史小説」として説明できると論じた。エヴァレット・ジンマーマン（Everett Zimmerman）はこの見解を支持し「物語の語り手に焦点を合わせることで『疫病の年の記録』は歴史よりもより小説らしくなっている」と記した。しかしながら、デフォーが物語の語り部に「H. F.」を使い、発行当初には「記録」を経験者による疫病の回想録としたことが、歴史的記述よりも「ロマンス」（つまりウォルター・スコットが説明する「ロマンスと歴史の層を行き来する独特の構成のもの」）であるとする批評家たちの議論の大きな問題点となっている。疫病の歴史研究家であるウォルター・ジョージ・ベル（Walter George Bell）は、デフォーは自らの資料を無批判に用いており、歴史家とはみなされないと述べている。
ウォルター・スコットの「記録」へのやや曖昧ともいえる見解は最初によく知られるようになったデフォーの伝記作家であるウォルター・ウィルソンと共有される。ウィルソンは『Memoir of the Life and Times of Daniel De Foe』（1830年）において、「デフォーは典拠のあるものと彼の頭から作り上げたものを作為的に混ぜ合わせ、それがどちらから来たものか見分けることを不可能にしたてあげた。彼は全体を恐るべき原典に似せることで、魔法のように取り囲み懐疑主義者を混乱させたのだ。」とした。ウィルソンの見解ではこの作品は「歴史とフィクションの同盟」であり、それぞれの間を絶えず変化してはまた戻るとしている。またこの見解は「記録」を「偽史」と呼び、「重厚な事実で、大いに真実である本」は「想像力が折々に燃え上がり、事実を支配する」と評したジョン・リケッティ（John Richetti）も共有する。
これらの「記録」が「フィクション」か「歴史」あるいは「歴史兼フィクション」か、といった択一的な議論は現代でも続けられている。

## 翻案
- 1945年、各局合同ラジオ放送番組『The Weird Circle』として、30分のラジオドラマに翻案された。
- 1980年、メキシコ映画『El Año de la Peste』（疫病の年）はフェリペ・カザルス監督、ガブリエル・ガルシア＝マルケス脚本で、本作品を原作として作成された。
- 1999年、アカデミー賞 にノミネートされたドイツのストップモーション・アニメーションのショート・フィルム『Periwig Maker』は本作品を原作として作成された。
- 2016年、BBC Radio 4は、60分のミニドラマに翻案して放送した[19]。

## 大衆文化での受容
- マイケル・オブライエン（英語版）の1999年の小説『Plague Journal』では語り部の主人公がタイトルから本のテーマを説明し、現代のデフォーであると冗談めかして自らを説明している。
- ノーマン・スピンラッドの1995年の風刺小説『Journals of the Plague Years』ではすべての性行為は最終的に死に至るという、ワクチンで対応できない急速に変異する性感染症の時代を生きる4人の物語が描かれている[20]。これは後天性免疫不全症候群（AIDS）はその初期には「ゲイの疫病（ペスト）」として知られていたことから。

## 書誌情報
- デフォー『疫病流行記』泉谷治 訳、現代思潮新社〈古典文庫〉、2020年。オンデマンド版、ISBN 978-4-3290-2082-6。[注 2]
- デフォー『ロンドン・ペストの恐怖』栗本慎一郎 編訳、小学館〈地球人ライブラリー〉、1994年。ISBN 978-4-0925-1004-3。抄訳・解説版
- デフォー『ペスト』平井正穂 訳[注 3]、中央公論社〈中公文庫〉、1973年、ISBN 978-4-12-200059-9
  - ダニエル・デフォー『ペスト』平井正穂 訳（改版）、中央公論新社〈中公文庫〉、2009年。ISBN 978-4-1220-5184-3。電子書籍で再刊
- デフォー『ペストの記憶』武田将明 訳、研究社〈英国十八世紀文学叢書〉、2017年。ISBN 978-4-3271-8053-9。電子書籍で再刊
- デフォー『新訳 ペスト』中山宥 訳、興陽館、2020年。ISBN 978-4-8772-3262-7。電子書籍で再刊